# Duplicatus
In meteorologia, la dizione di duplicatus (du), (dall'analoga parola in latino, con il significato di "duplicato, raddoppiato"), è una delle varietà riscontrabili nelle nubi e indica la situazione in cui le coltri nuvolose si presentano in due o più strati sovrapposti, leggermente separati tra loro o parzialmente uniti.
Tale fenomenologia è riscontrabile con le nubi del genere cirrus, cirrostratus, altocumulus e stratocumulus.

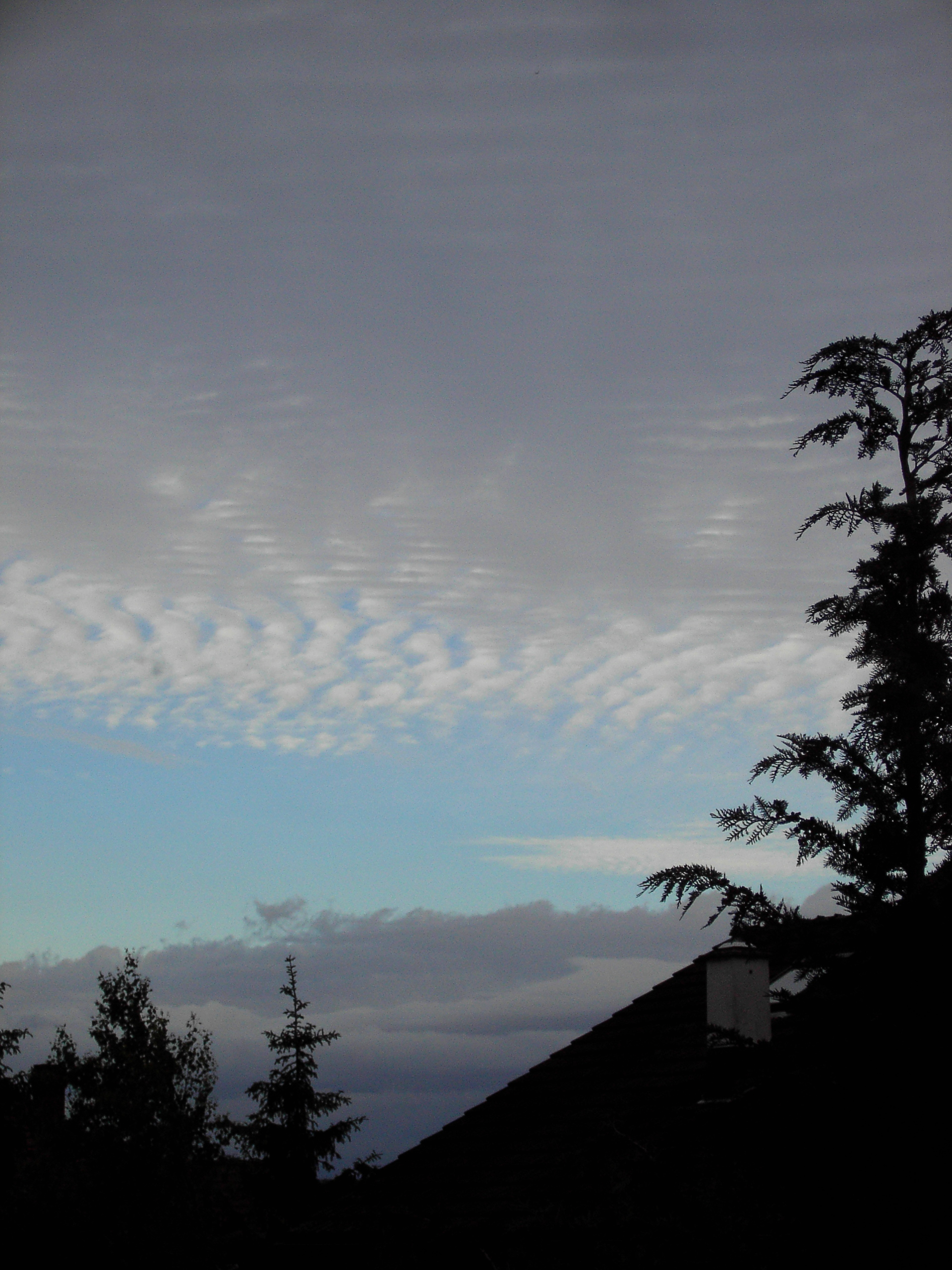
Altocumulus duplicatus undulatus
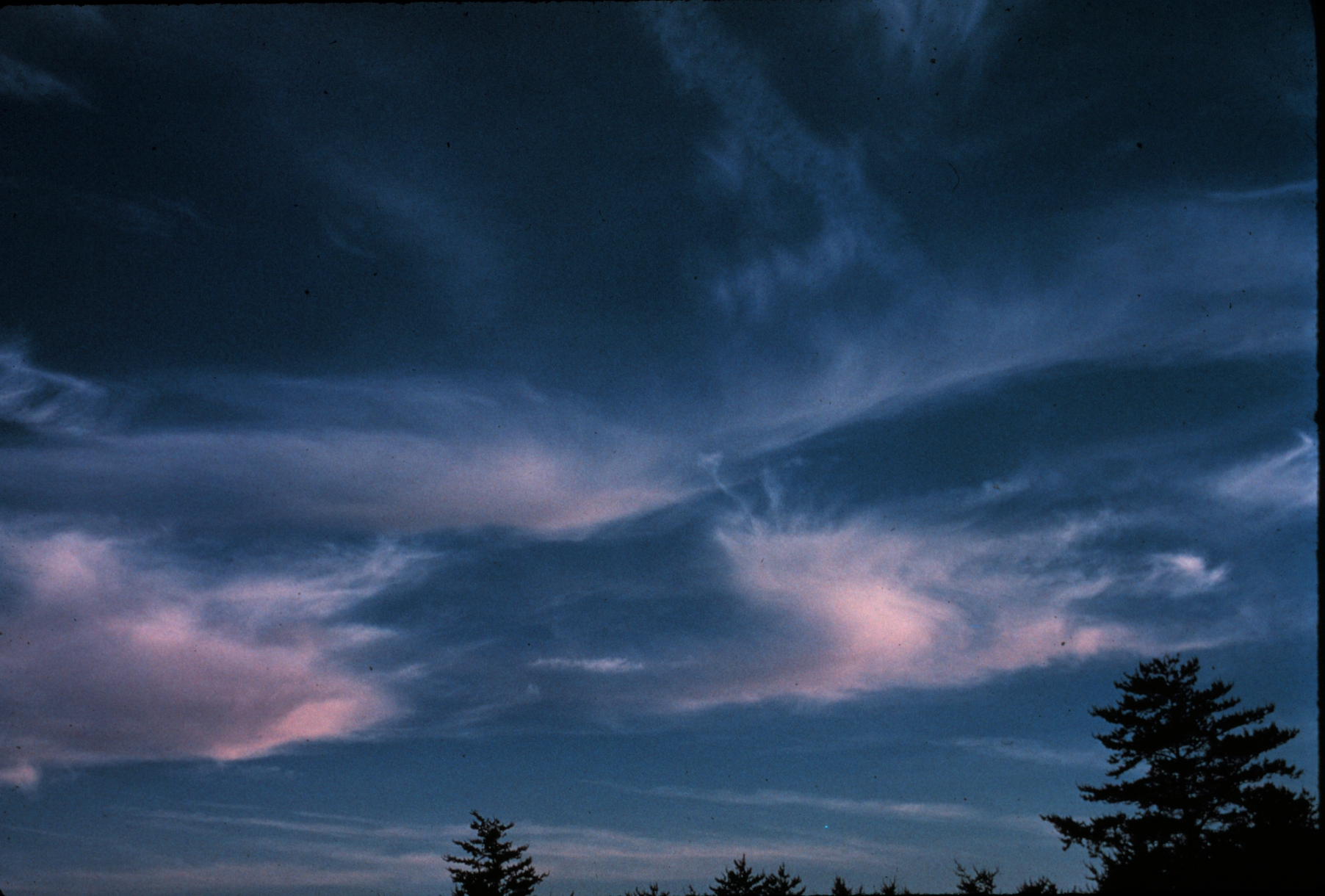
Cirrus duplicatus